# 反阿拉伯情緒
反阿拉伯主義，或稱阿拉伯恐懼症，是指對阿拉伯人的偏見或敵視。反阿拉伯主義常與伊斯蘭恐懼症（Islamophobia）混淆，其實阿拉伯人中也存在非伊斯兰教宗教团体和伊斯兰教非主流教派，特別是阿拉伯基督徒和勢力更小的伊斯蘭教德魯茲派，有時米兹拉希犹太人也在其中。

## 歷史上的反阿拉伯主義
反阿拉伯主義已在歐洲與美洲存在了好幾個世紀。在西班牙，自十五世紀阿拉伯人在安達盧斯地區最後的政權格拉納達滅亡後，阿拉伯人成為被針對的對象。皈依天主教的阿拉伯人被稱為摩里斯科人。根據1610年的法令，經過西班牙宗教裁判所的一番迫害之後，摩里斯科人被驅逐到北非。在西班牙語裡，“moro”這個字用來指阿拉伯人，帶有負面的涵義。
印度方面，1948年印度合併了海德拉巴王國，有七千名阿拉伯人先是被拘留，然後又被逐出印度。
東非方面，1964年1月12日桑給巴爾革命爆發，終結了當地的伊斯蘭教伊巴德派政權。有報導指多達17000名阿拉伯人遭非洲黑奴後裔屠殺，其他的幾千名阿拉伯人則被拘禁，其財產不是被沒收，就是被銷毀。
在《阿拉伯語及國家認同：意識形態研究》（The Arabic Language and National Identity: A Study in Ideology）一書中，作者亚西尔·苏莱曼（Yasir Suleiman）指出，陶菲克·菲凯基（Tawfiq al-Fikayki）的著作提及了諸多反阿拉伯情緒的字眼，菲凯基稱之為舒乌比耶，例如奧斯曼帝國的土耳其化（Turkification）、阿拉伯共產主義、安东·萨阿达（Anton Saada）領導的敘利亞社會國家主義黨、埃及民族主義、黎巴嫩民族主義。對菲凯基而言，反阿拉伯主義的目的是攻擊阿拉伯民族主義、強調其沒落、否定阿拉伯文化，總的來說就是全面否定阿拉伯人。

## 現代的反阿拉伯主義

### 澳大利亞

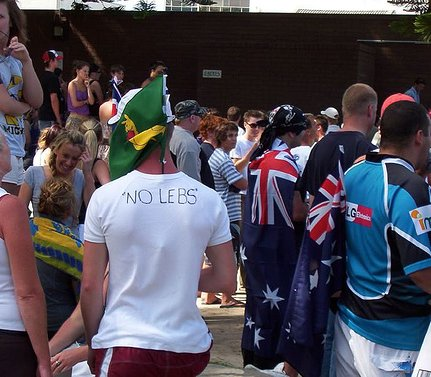
2005年12月澳洲雪梨克羅納拉海灘暴動事件

2005年12月的澳國雪梨克羅納拉海灘暴動事件被當地一些社區領袖稱為“反阿拉伯人的種族主義”。新南威爾斯州長葉馬表示此次暴動揭露了“本國種族主義醜陋面孔”。
隸屬於澳洲政府的人權與機會平等委員會2004年一份的報告顯示，自從911事件以來，超2/3的穆斯林及阿拉伯裔澳洲人表示曾遭到種族歧視與言語侮辱，其中有90%女性回應者曾遭遇種族辱罵或暴力。

### 法國
法國曾是殖民帝國，對前殖民地仍有很大的影響力。法國曾以非洲作為勞工來源，特別是有迫切需要時。第一次世界大戰期間，法國由於重建需求和兵力短缺，引入數以萬計的非洲勞工。1914-1918年期間，當時動員或徵召了24萬阿爾及利亞人，其中有2/3是士兵，大多數在法國服役。這些來自非洲的人力佔當地20-40歲男子的超過1/3。據歷史學家阿布杜拉·拉若儀（Abdallah Laroui）的說法，法國自阿爾及利亞招募約173000名士兵，陣亡25000人；自突尼西亞招募了56000名士兵，陣亡12000人。摩洛哥士兵協助保衛巴黎，並於1916年登陸波爾多。
因國內缺乏勞工，法國在一戰後需要大量阿爾及利亞勞工參與重建。阿爾及利亞移民於1936年到達最高水平，部份原因是法國官方及私人公司代表在農村實施集體招募。勞工招募在1940年代一直持續。聘用非洲人的大多是危險又低薪、一般法國工人不願做的工作。
如此龐大的勞工移民使得第二次世界大戰之後的法國經濟高速發展。1970年代的法國經濟開始衰退，政府於是停止勞工移民計畫以及打擊非法移民。到了1980年代，由於密特朗總統的社會福利制度讓右派勢力不滿，使得勒龐以及極右的法國民族主義興起。大眾日漸抱怨移民製造法國經濟問題。1990年5月，據法國世界報調查，有76%受訪者表示法國的阿拉伯人太多了，46%覺得黑人太多；39%的人厭惡阿拉伯人，21%厭惡黑人。之後幾年中人們注意到內政部長查理·帕斯夸大幅提高移民門檻。
2005年5月，佩皮尼昂地區一阿拉伯男子遭射殺，接著又有群年輕羅姆人動用私刑虐待另一阿拉伯男子。這次種族暴力導致了北非移民與羅姆人間的暴動。
2004年席哈克總統通過一項爭議的政教分離法令，被批評者認為是“反阿拉伯主義的間接合法化，加劇而非抑制種族主義”。

### 伊朗
伊朗憲法規定，國家應保障非波斯語言與非波斯人經營的媒體，任何媒体不得濫用特權以圖利任何種族、膚色或語言。因此照理說阿拉伯人應享有與伊朗人同等的權利。但是國際特赦組織指出阿拉伯人在伊朗是弱勢族群，遭受政府歧視。然而有許多人認為胡齊斯坦省的阿拉伯人要怪自己，因為他們一向不願融入伊朗社會。阿拉伯人在伊朗的處境到底是因為歧視的關係或者是因為連全伊朗人都受害的政策使然，目前人們還在爭論中。伊朗是一個多種族的社會，其中阿拉伯人主要聚居於南部。
有些人認為伊朗存在反阿拉伯主義是因為阿拉伯人在七世紀的時候強迫波斯人信仰伊斯蘭教。佛茲(Richard Foltz)在其文章〈伊斯蘭的世界擴張〉說道，“甚至到了今天，許多伊朗人仍然認為阿拉伯人毀滅薩珊王朝這件事是伊朗悠久歷史上的最大的悲劇”。阿拉伯勢力征服波斯後，許多伊朗人（又稱“馬瓦里（mawali）”）厭惡倭馬亞王朝，因為他們覺得飽受統治者歧視。舒乌比耶主義運動因而興起，試圖重塑伊朗人的自我認同並反抗阿拉伯文化，然而此一運動不反對伊斯蘭教。
直到伊拉克總統海珊對抗伊朗，伊朗反阿拉伯主義再度升溫。英國記者布拉德利（John R. Bradley）訪問胡齊斯坦省，在報導中寫道，雖然當地大部分的阿拉伯人支持伊朗對抗伊拉克，“就民族立場而言，阿拉伯人抱怨，他們處於兩國之間的紛爭，顯得裡外不是人。他們被德黑蘭教士階層視為潛在的第五縱隊，而且還被政府政策歧視”。不過，伊朗的阿拉伯人在兩伊戰爭期間協助伊朗對抗伊拉克，而事實上他們也不願隨海珊起舞對抗伊朗。伊朗的前國防部長阿里·沙姆汗尼（Ali Shamkhani）是一位來自胡齊斯坦省的阿拉伯人，兩伊戰爭期間曾經擔任地面部隊的總指揮官，又擔任過伊斯蘭革命衛隊的第一副指揮官。
國際特赦組織2006年2月的一份報告顯示，“伊朗阿拉伯人的社經地位被剝奪得最為嚴重”，且“在職業的安置上不被允許擔任公職。”報告寫到：
|  | 伊朗當局實施的土地徵收範圍很廣，似乎特別針對阿拉伯人，以剝奪他們世代繼承的土地。很明顯這是個強迫阿拉伯人遷至他處的策略。政府鼓勵非阿拉伯人遷入胡齊斯坦省，他們享有阿拉伯人乾瞪眼的無息貸款。 |

批評者指出這類報告的資訊來源很不嚴謹，不值一信。他们們也認為阿拉伯人在伊朗社會的活力頗高，和許多著名伊朗人一樣，在藝術、運動、文學和政治方面都有他們的身影。這顯示阿拉伯人與伊朗人對國家經濟、社會與政治都有高度的貢獻。以阿拉伯人居多的胡齊斯坦省事實上比伊朗其他的省份還要繁榮。
有些人批評伊朗政府，說當局實施反阿拉伯人的種族清洗政策。雖然政府大舉對胡齊斯坦省進行工業投資計畫（如拉齊石油化學聯合開發公司），但當地的大學及其他的國家建設計畫卻未使阿拉伯人受惠。這些計畫諸如水力發電大壩（例如耗資7億美元的卡克大壩）與核電廠。批評者指出這些經建政策反而造成胡齊斯坦阿拉伯人的貧窮，證明伊朗當局歧視阿拉伯人。聯合國居住環境特別調查員克薩里（Miloon Kothari）於2005年7月前往胡齊斯坦省調查，表示有約25萬阿拉伯人被排除在工業計畫外，也注意到來自亞茲德省的移民受到較好待遇，同當地阿拉伯人的情況比起來有如鴻溝。
不過確有非阿拉伯人省份同樣苦於貧窮，例如科吉盧耶－博韋艾哈邁德省、錫斯坦－俾路支斯坦省及其比鄰的伊拉姆省。這些省份很貧窮，顯示了政府的政策不僅讓阿拉伯人更加弱勢，其他以波斯人為主的地區也身受其害。許多批評者都認為伊朗無法有效提振經濟與實施全國的基本福利的主要原因，在於國營企業接受政府高額補助，而不是政府制定歧視阿拉伯人的政策使然；伊朗於2006年在美國傳統基金會的經濟自由度指數上排名第156名。
在伊朗的教育體系裡，學童在小學（1-5年級；6-11歲）就讀完畢進入中學（6-12年級；11-17歲）後，阿拉伯語文的課程是必修的。在高等教育裡，阿拉伯語文的課程是選修的。
另外，伊朗極為堅持波斯灣一名，而反對阿拉伯國家以「阿拉伯灣」稱呼之。2012年，伊朗宣稱因Google地圖未使用波斯灣的名稱，當局將對之提告。

### 以色列

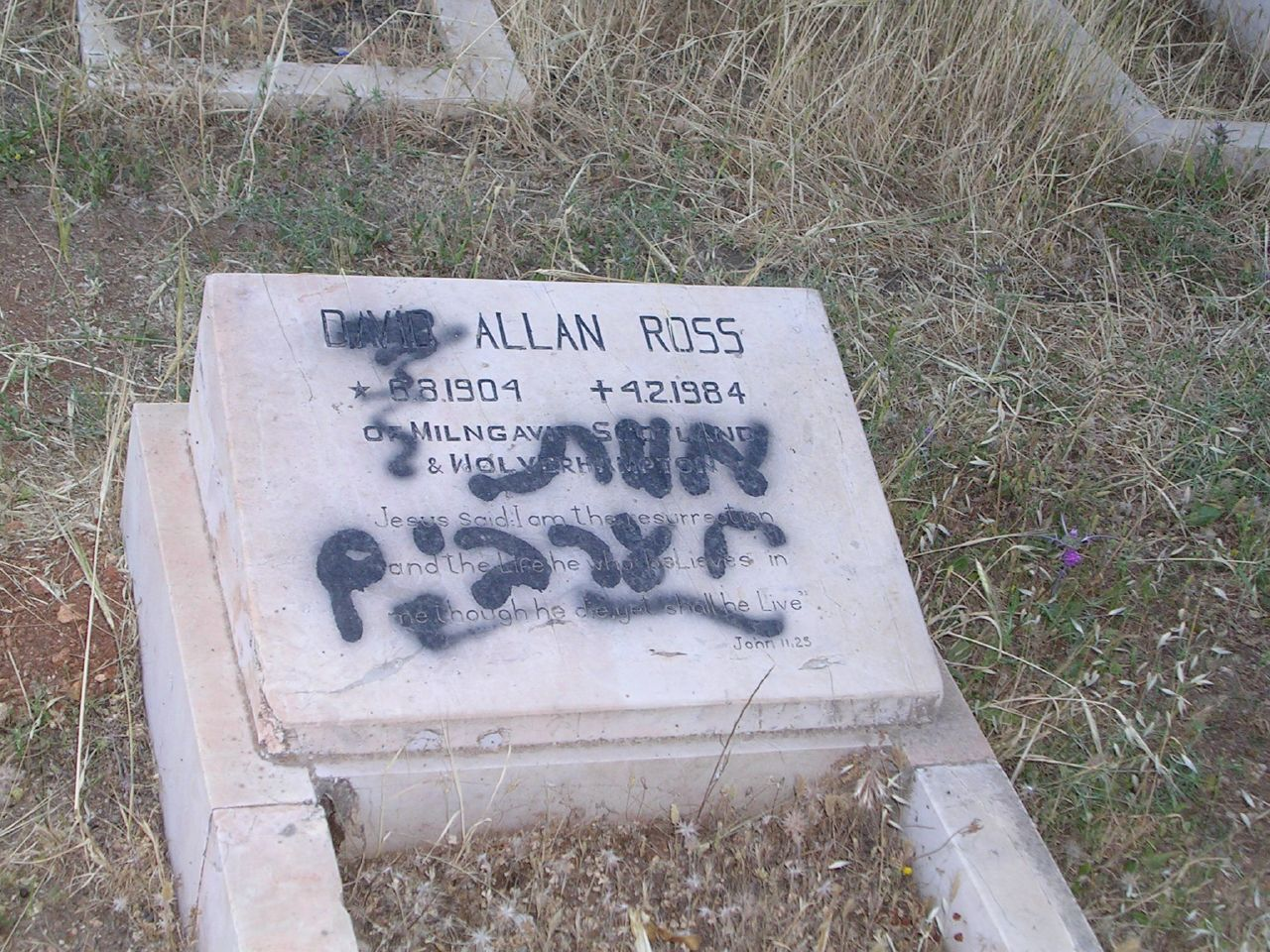
墓碑受污損，寫有“阿拉伯人去死”

以色列犹太人，尤其是錫安主義者中的反阿拉伯主义是全球最嚴重的之一。柯納·庫魯斯·布萊恩（Conor Cruise O'Brien）在其《圍攻：以色列及錫安主義的偉大事蹟》（The Siege: The Saga of Israel and Zionism）一書中把東方猶太人（密茲拉希猶太人與塞法迪猶太人）的反阿拉伯主義形容為“喧嚷”。他在書中指出，“反阿拉伯主義因為顯而易見的理由，遍佈於以色列的所有猶太人中”。
2000年10月事件爆發許久之後，上千猶太人在拿撒勒和特拉維夫暴動，向阿拉伯人丟擲石塊，並摧毀阿拉伯人的財產，喊道：“阿拉伯人去死”。《以色列國土報》（Haaretz）的社論說那年的贖罪日“會因以色列境內猶太人針對阿拉伯人的暴力事件而聲名狼藉”。
以色列政黨「以色列是我们的家园」的黨綱之一是鼓吹重劃以色列的邊境，這樣一來才能把以色列境內50萬以色列籍阿拉伯人排除在國土之外。該黨又因爲之后後對巴勒斯坦國做出不利判決而在2006年以色列國會選舉中贏得11席。這個政策叫做“利伯曼計畫”（Lieberman Plan），被衛報批為“反阿拉伯主義”。以色列工黨主席阿米爾·佩雷茨暗批該黨，他表示“任何只要反對種族主義的人都不允許極端右翼團體在以色列境內活動”。我們的家園以色列黨魁阿維格多·利伯曼後來被總理奧爾默特任命為策略性威脅部部長。《衛報》專欄記者斯提爾（Jonathan Steele）批評利伯曼的政治作風是“反阿拉伯的種族主義”，他又引用以色列國會阿拉伯議員艾哈默德·提米（Ahmed Tibi）的話，說利伯曼“是個非常危險又精明的政客，靠種族仇恨贏得人們支持”。
有些以色列政客與領導人慣用負面的語言來形容巴勒斯坦人、阿拉伯人和穆斯林。2004年，國會議員葉赫·哈桑（Yehiel Hazan）在國會說：“阿拉伯人都是蟲子。你會發現他們人口眾多，像蟲子一樣，地下地上都有”。他又說阿拉伯人是“謀殺者”、“恐怖份子”。1983年4月12日，前以色列軍中上級拉斐爾·艾登（Raphael Eitan）說，應該要以非常手段侍奉那些危害路上汽車的巴勒斯坦人，他們的個人自由也應該加以縮減，直到他們像“瓶子裡中毒的蟑螂一樣”。2004年，國防部副部長齊夫·波依姆（Ze'ev Boim）說道：“整個伊斯蘭教與巴勒斯坦人到底是什麼樣的呢？他們受的苦是因為文化剝奪嗎？是因為天生基因的缺陷嗎？大家總是否認是基因問題”。
住在西岸的利庫德黨活躍份子摩西·費格林（Moshe Feiglin）對《紐約客》說：“你不能教猴子說話，你也不能教阿拉伯人學會民主。你根本就是在跟一個小偷與強盜的文化打交道。他們的先知穆罕默德是個強盜、屠夫、騙子。阿拉伯人毀滅任何他們所接觸的東西”。
在希伯崙，“阿拉伯人到火葬場去”以及“阿拉伯人－次等人類”等標語曾一度被漆在牆上，耶路撒冷也出現反阿拉伯的標語 左派人士注意到這種標語已經維持了一段時間，於是就在標語旁邊漆上納粹標誌，以敦促耶路撒冷政府能夠有所作為。。
極端保守的以色列周報《須阿·妥瓦》(Sh'a Tova)曾刊登了一幅給小孩閱讀的連環漫畫，上面還有侮辱阿拉伯人的詞句：“是的，一個好的阿拉伯人就是一個死的阿拉伯人”。
特拉維夫大學教授丹·巴塔爾（Dan Bar-Tal）撰寫了一篇文章《阿拉伯人在希伯來教科書裡的形象》，調查了124本在以色列各級學校使用的教科書，並指出“多年以來，好幾代的以色列猶太人被教導阿拉伯人都是壞的。”阿拉伯人在這些教科書裡的兩大特徵是“原始而且和猶太人比起來較低劣”、“暴力、殘忍、不可信任、狂熱、背叛且具有侵略性”。1980和1990年代，“小學與初中的地理教科書醜化阿拉伯人，說他們原始、骯髒、易怒、具有侵略性、對猶太人有敵意……小學的歷史教科書幾乎不提阿拉伯人……中學的歷史教科書大部份著重在阿拉伯人與猶太人之間的衝突，也是醜化阿拉伯人。阿拉伯人被描述成一群不妥協的人”。
貝都因人宣稱他們受到歧視，他們提交一份報告給聯合國，駁斥以色列政府的官方報告。他們宣稱，他們在以色列受到不平等待遇，不僅貝都因人的城鎮沒有和猶太人同等級的公共設施或同樣大小的土地，就連供水的機會也不平等。儘管高等法院建議承認一處貝都因人的聖地，別是巴政府卻不願意。
以色列的阿拉伯人抱怨他們受盡種族歧視的苦，阿拉伯社群領袖表示他們將會把阿拉伯人的報怨列表。在猶太人伊甸·拿單札達（Eden Natan Zada）發動一次恐怖攻擊之後，阿拉伯人決定開始這一個列表計畫。以色列阿拉伯人的發言人阿貝德·因畢塔威(Abed Inbitawi)告訴《耶路撒冷郵報》：“這是一樁預謀的恐怖攻擊，我們很難說這只是一般的個人行動”。“這件事說明了以色列社會越來越有法西斯主義與種族主義的趨勢，而且還針對著人口佔少數的阿拉伯社群”。
每當以色列－阿拉伯足球對抗賽要開打時，人群中總有人高呼反阿拉伯標語，如“沒有阿拉伯就沒有恐怖主義”。
一群操著俄語口音希伯來語的人對阿拉伯裔國會議員阿拔斯·札庫爾（Abbas Zakur）辱罵反阿拉伯粗口，並且以銳器刺傷了他。這場攻擊是“刺傷攻擊”的一部分，被批評爲“憎恨的罪行”。
2006年，有研究機構調查民意，顯示有41%的以色列犹太人支持以阿分離，40%的人認為“國家必須支持阿拉伯國民移出以色列”，63%的人相信阿拉伯人“對以色列的安全與民主有威脅性”。報告顯示，超2/3的人不想與阿拉伯人住在同一棟建築，36%相信阿拉伯文化比較低劣，18%覺得當他們聽到有人說阿拉伯語時就會心生憎恨。
2007年，以色列民權協會（Association for Civil Rights in Israel）發表一篇報告，說明反阿拉伯的思想增加了兩倍，反阿拉伯的暴行增加了26%。報告表示有50%的以色列猶太人不認為阿拉伯公民應該享有同等權利，50%的受訪者說他們希望政府能夠把阿拉伯人趕出以色列，75%的年輕猶太人則表示阿拉伯人同猶太人比起來智能較低而且較不愛乾淨。
2008年，阿拉伯人權協會（Arab Association for Human Rights）報導一則新聞，許多猶太父母發現一托兒所有一名16個月大的阿拉伯男孩後，立即轉走他們的小孩。

### 象牙海岸
2004年青年爱国主义者攻佔了國營媒體，煽動阿必尚的青年愛國主義者黨員劫掠當地外國僑民資產，號召國民攻擊白人等任何非象牙海岸種族者。一時間白人與當地黎巴嫩人慘遭強姦、毆打與謀殺。這次動亂引發國際的一陣撻伐。

### 尼日尔
2006年10月，尼日尔當局宣布驅逐居住在東尼日尔迪法省的阿拉伯人到查德。約有15萬人被驅逐出境。正當尼日尔政府準備執行計畫時，兩名女孩在逃離政府軍的時候死亡，另有三名婦女流產。尼日尔政府最後擱置這項驅逐阿拉伯人的爭議計劃。

### 美國
多門（illiam A. Dorman）於1992年寫了一本小冊子《美國與中東：新觀點的探討》（The United States and the Middle East: A Search for New Perspectives）。其中寫道，“反閃族主義不再被社會接受，至少對受過教育者如此。阿拉伯人享受不到這個權利”。 
哲學家蘭德具有強烈的反阿拉伯傾向，而且總是灌輸給她的支持者：“阿拉伯人是群文化發展最低的民族。他們是標準的游牧民族，文化很原始。他們憎恨以色列，因為以色列是現代科學與文明的橋頭堡。如果你看到文明人對抗野蠻人，你當然會站在文明人這邊，不管他們是誰”。
1991年海灣戰爭期間，反阿拉伯情緒在美國增加。恐襲事件使阿拉伯裔美國人受到敵視，可是有些事件其實不涉及阿拉伯人，例如俄克拉何馬爆炸案及環球航空800號班機空難。據阿拉伯裔美國人協會（Arab American Institute）一項報告顯示，俄克拉何馬爆炸案發生後僅3天，阿拉伯裔與美國穆斯林遭到超過200起嚴重仇恨罪案。同類情況也出現在911事件後。根據該協會於2001年所做的一項民調顯示，“32%的阿拉伯裔美國人表示他們在一生中曾受到某種形式基於種族的歧視，20%受訪者表示他們在911事件後也遭到種族歧視。值得注意的是，阿拉伯裔美國人中有45%學生以及37%穆斯林在911事件後成為歧視對象”。
根據聯邦調查局與阿拉伯團體的說法，911事件之後針對阿拉伯人、穆斯林或被誤認為他們的人（如旁遮普人锡克教徒）的襲擊事件大幅增加。。針對中東人士及其後裔的仇恨罪案從2000年的354起增加到2001年的1501起。其中一位受害人是德州休士頓的一名中東男子，他被兇徒指責“炸掉國家”後就被開槍打傷。此外還有四名外國移民被名爲普萊斯（Larme Price）的男子射殺。他對此罪行供認不諱，稱這是為911“復仇”。雖然普萊斯說他們都是阿拉伯人，但其實僅有1人來自阿拉伯國家。
記者博赫特（Eric Boehlert）指控美國媒體，特別是福克斯新聞頻道，“捏造事實、對新聞界的基本行規置若罔顧，急著告訴大眾中東人是潛在的危險份子”，“迎合歇斯底里的反阿拉伯情緒”。薩格（John F. Sugg）指控著名媒體恐怖主義專家愛默生（Steve Emerson）固執的反阿拉伯偏見，在俄克拉何馬爆炸案發生後總是急著找阿拉伯裔美國人麻煩。
美國出名的保守評論家大體敵視阿拉伯人。奧瑞利（Bill O'Reilly）說伊拉克人活在“史前時代”、“原始”。薩維奇（Michael Savage）說阿拉伯人“不是人”、“種族主義與法西斯的偏狹份子”，此外他還提倡以核武攻擊“主要的阿拉伯首都”。
被美國國土安全部列為恐怖組織的犹太保卫同盟的兩名領導人厄勒·庫魯葛（Earl Krugel）與厄夫·盧賓（Irv Rubin）計劃炸毀阿拉伯裔國會議員達瑞勒·伊薩（Darrell Issa）的辦公室及位於加州考文城（Culver City）的法赫德國王清真寺。他們在一次臥底行動中被警方逮捕，當時他們在庫魯葛位於洛杉磯的家中收取送抵的爆炸品。庫魯葛於2005年拘留期間被謀殺。有阿拉伯人指控猶太防衛聯盟涉及1985年美國－阿拉伯反歧視委員會（American-Arab Anti-Discrimination Committee）領導人阿雷克斯·歐德（Alex Odeh）被炸死案，無人在該案件中被捕。
總部設在紐約的世界猶太人大會針對歐洲猶太人大會主席皮埃爾·貝斯奈魯（Pierre Besnainou）發表了一連串的種族歧視談話：“他是法國人，不要懷疑。他根本就不值得信任……他是突尼西亞人。也不要懷疑這件事。他像阿拉伯人一樣地幹活著”。世界猶太人大會以色列分會譴責充滿恨意與種族主義的言論。“以色列國會議員兼大會以色列分會主席沙·赫梅旭（Shai Hermesh）說，世界猶太人大會的奮鬥目標似乎已傾斜到種族主義了。大會不再謀求團結猶太人，反而製造撕裂與仇恨”。

### 土耳其
土耳其為目前受歡迎的旅遊目的地之一，此地對於阿拉伯遊客的種族主義和暴力攻擊數據有增加趨勢，對遊客安全造成隱憂，而當局似乎無能為力。

### 西方媒體
某些好萊塢電影公司被控僱傭大量阿拉伯人充當影片中的反派，還以負面且刻板的手法描寫他們。根據紐約通訊社（New York Press）評論家崔舍（Godfrey Cheshire）的評論，“這種惡毒的種族刻板印象不僅被允許存在，還被好萊塢拿來大力宣揚”，好像所有的阿拉伯人都是瘋狂的恐怖份子。
《The Muslim World》有文章指一些西方電影對阿拉伯人和穆斯林的描寫方式就好像納粹電影對猶太人的醜化。就像納粹時期猶太人給人的刻板印象，阿拉伯人的形象被丑化为“漫畫裡貪財的人，企圖掌控世界、崇拜不同的神靈、濫殺無辜又渴望金髮處女”。
2000年電影《火線衝突》遭到阿拉伯團體的批評，美國－阿拉伯反歧視委員會說此部片“很可能是好萊塢有史以來仇視阿拉伯最徹底的種族主義電影。”波士頓環球報記者保尔·克林顿寫道：“這是最糟的情況，分明是公然的種族主義電影，僱用阿拉伯人為演員，並將之醜化成卡通片段的壞蛋”。
沙辛（Jack Shaheen）所著的《電影中的壞阿拉伯人》（Reel Bad Arabs）調查了超過900部電影裡所描繪的阿拉伯人。在那些片子當中，只有12部對阿拉伯人持正面印象，另有50部比較平衡。沙辛寫道：“對阿拉伯人的刻板印象深植於美國的電影業中。自1896年以來，電影商不約而同控訴阿拉伯人為頭號敵人──殘忍、冷血、沒文化的宗教狂、嗜財如命的文化‘他者’，威脅文明的西方人，特別是基督徒與猶太人。1896年以來這種控訴不勝枚舉……好萊塢對阿拉伯人的諷刺佔滿了電影螢幕。阿拉伯人這種形象直到今天還存在，這很令人厭惡且根本沒有代表性”。
有些人覺得那些以石油發跡的身材極胖的阿拉伯酋長已經和同樣肥胖且外貌可笑的猶太銀行家或商人沒什麼兩樣，在西方媒體裡的形象都是負面的。
根據新聞週刊專欄記者葛林菲爾德（Meg Greenfield）所述，反阿拉伯情緒已造成人們錯誤認知阿拉伯人，並阻礙中東和平進程。

## 反歧視團體
美國－阿拉伯反歧視委員會（ADC）於1980年由參議員詹姆士·阿布雷茲克（James Abourezk）發起，是美國最大的阿拉伯裔美國人的草根民權組織。前眾議院女議員瑪莉·蘿絲·歐卡（Mary Rose Oakar）是現任委員會的主席。美國－阿拉伯反歧視委員會是對抗反阿拉伯主義的前線組織──消除對阿拉伯裔美國人的歧視與偏見。
阿拉伯裔美國人協會於1985年由詹姆士·札葛必（James Zogby）創立，是一個總部位於華府的非營利組織，專門為全美國的阿拉伯裔美國人爭取權利。此協會平時亦從事美國境內反阿拉伯主義的相關研究。
美國－伊斯蘭關係理事會（CAIR, Council on American-Islamic Relations）創立於1994年6月，為北美的穆斯林爭取公民自由的利益團體。此外CAIR也積極對抗反阿拉伯主義。
英國的大倫敦理事會（GLC, Greater London Council）以及巴勒斯坦勞動委員會（LCP）藉由提高阿拉伯人與巴勒斯坦人的權利來對抗反阿拉伯主義。巴勒斯坦勞動委員會於1989年曾經資助一場關於反阿拉伯主義的研討會。英國阿拉伯裔英國人協會也努力對抗反阿拉伯的歧視。
反誹謗聯盟（ADL）的創立宗旨是對抗反猶太主義以及各種形式的偏見，911事件之後該組織著手探討反阿拉伯主義，並對外表示不認同反阿拉伯主義所引發的犯罪。2003年反毀謗聯盟敦促美國眾議院發言人開會譴責針對阿拉伯裔美國人與美國穆斯林的偏見與暴力。美國猶太人委員會（AJC）及美國猶太人大會也都提出同樣的要求。2004年ADL全國主席發表以下聲明：“恐怖攻擊之後一些阿拉伯裔美國人與伊斯蘭機構成為洩憤與仇恨的目標，我們對此感到不安。”
1990年代反毀謗聯盟同ADC起了爭執。反毀謗聯盟蒐集了ADC成員對以阿衝突的立場的敏感資料，ADC對此一舉動頗有疑慮。到1999年這場爭執因為未找到任何不法事件，雙方庭外和解。2001年ADL試圖阻撓CAIR的阿拉伯成員參與一場關於包容多元文化的會議。2007年反毀謗聯盟指控CAIR有“恐怖主義不良紀錄”。美國－伊斯蘭關係理事會反擊ADL“試圖借助毀謗並妖魔化關於美國穆斯林權利的第一修正案使之禁聲”。

## 相關反對組織
- 美國－阿拉伯反歧視委員會
- 美國阿拉伯協會
- 美國－伊斯蘭關係理事會（英语：Council on American-Islamic Relations）
- 大倫敦理事會（英语：Greater London Council）

## 外部連結
- 阿拉伯裔美國人協會（页面存档备份，存于）
- 反毀謗聯盟反對仇視阿拉伯人的聲明（页面存档备份，存于）